# Philip Selznick
Philip Selznick (Newark, 8 januari 1919 - Berkeley, 12 juni 2010) was een Amerikaans professor in de sociologie en rechtsgeleerdheid aan de Universiteit van Californië in Berkeley. Hij is een bekend auteur op het gebied van organisatietheorie, rechtsgeleerdheidssociologie en bestuurskunde. Hij heeft enkele boeken geschreven waaronder The Moral Commonwealth, TVA and the Grass Roots en Leadership in Administration.

## Biografie
Selznick ontving in 1947 een PhD van de Columbia-universiteit. Hij werkte aan de Universiteit van Californië van 1952 tot 1984, oorspronkelijk op de afdeling Sociologie, en later tevens bij de UC Berkeley School of Law.

## Werk
Selznick heeft een belangrijke bijdrage geleverd aan de neo-klassieke organisatietheorie-beweging, die begon in de jaren 1930. Een van zijn meest invloedrijke artikels publiceerde hij in 1948, namelijk Foundations of the Theory of Organization.

## Publicaties (selectie)
- Selznick, Philip (1943). "An Approach to a Theory of Bureaucracy". American Sociological Review 8 (1): 47–54. doi:10.2307/2085448.
- Selznick, Philip (1948). "Foundations of the Theory of Organization". American Sociological Review 13 (1): 25–35. doi:10.2307/2086752.
- Selznick, Philip (1949). TVA and the Grass Roots: a Study in the Sociology of Formal Organization. Berkeley: University of California Press. OCLC 2293803.
- Selznick, Philip (1957). Leadership in Administration: a Sociological Interpretation. Evanston, IL: Row, Peterson. OCLC 4800611.
- Selznick, Philip (1960). The Organizational Weapon: a Study of Bolshevik Strategy and Tactics. Glencoe, IL: Free Press. OCLC 1558918.
- Selznick, Philip; Nonet, Philippe; Vollmer, Howard M. (1969). Law, Society, and Industrial Justice. New York: Russell Sage Foundation. OCLC 62067.
- Selznick, Philip (1992). The Moral Commonwealth: Social Theory and the Promise of Community. Berkeley: University of California Press. ISBN 0520052463.
- Selznick, Philip (1996). "Institutionalism 'Old' and 'New'". Administrative Science Quarterly 41 (2): 270–277. doi:10.2307/2393719.
- Nonet, Philippe; Selznick, Philip (2001). Law and Society in Transition: Toward Responsive Law. New Brunswick, NJ: Transaction Publishers. ISBN 0765806428.